# Eclissi solare del 15 gennaio 1991
L'eclissi solare del 15 gennaio 1991 è un evento astronomico che ha avuto luogo il suddetto giorno attorno alle ore 23.53 UTC. L'eclissi, di tipo anulare, è stata visibile in alcune parti dell'Oceania (Australia e Nuova Zelanda) e dell'Oceano Pacifico. La durata della fase massima dell'eclissi è stata di 7 minuti e 53 secondi e l'ombra lunare sulla superficie terrestre ha raggiunto una larghezza di 277 km.
L'evento del 15 gennaio 1991 è diventata la prima eclissi solare nel 1991 e la 206ª nel XX secolo. La precedente eclissi solare si è verificata il 22 luglio 1990, la seguente il 11 luglio 1991.

## Prospetto e visibilità
L'eclissi si è manifestata all'alba locale nell'atollo corallino di Houtman Abrolhos, in Australia Occidentale, a circa 420 chilometri a ovest dell'Oceano Indiano.
In seguito la pseudo umbra si è diretta verso est entrando nella Grande Baia Australiana e coprendo alcune isole della Tasmania. Gradualmente si è poi diretta a nord-est attraversando parti della Nuova Zelanda e attraversando la Linea internazionale del cambio di data, dirigendosi ad est dell'Isola del Nord per raggiungere la massima eclissi a circa 990 km a nord est dell'oceano Pacifico. Proseguendo verso parte delle isole della Polinesia francese è terminata al tramonto locale sulla superficie dell'oceano a circa 1.200 chilometri a sud-ovest dell'isola di Clipperton.

## Eclissi correlate

### Eclissi solari 1990 - 1992
Questa eclissi è un membro di una serie semestrale. Un'eclissi in una serie semestrale di eclissi solari si ripete approssimativamente ogni 177 giorni e 4 ore (un semestre) in nodi alternati dell'orbita della Luna.

### Ciclo di Saros 131
L'evento fa parte del ciclo 131 di Saros, che si ripete ogni 18 anni, 11 giorni, contenente 70 eventi. La serie è iniziata con un'eclissi solare parziale il 1º agosto 1125. Comprende eclissi totali dal 27 marzo 1522 al 30 maggio 1612 ed eclissi ibride dal 10 giugno 1630 al 24 luglio 1702 ed eclissi anulari dal 4 agosto 1720 al 18 giugno 2243. La serie termina al membro 70 con un'eclissi parziale il 2 settembre 2369. La durata più lunga della totalità è stata di soli 58 secondi il 30 maggio 1612. Tutte le eclissi di questo ciclo si verificano nel nodo ascendente della Luna.